# Episodi di Quella strana ragazza (seconda stagione)
La seconda stagione della serie televisiva Quella strana ragazza (That Girl) è andata in onda negli Stati Uniti dal 7 settembre 1967 al 25 aprile 1968 sulla ABC.
| nº | Titolo originale                                      | Prima TV USA      | Titolo italiano | Prima TV Italia |
| -- | ----------------------------------------------------- | ----------------- | --------------- | --------------- |
| 1  | Pass the Potatoes, Ethel Merman                       | 7 settembre 1967  |                 |                 |
| 2  | The Good Skate                                        | 14 settembre 1967 |                 |                 |
| 3  | Black, White and Read All Over                        | 21 settembre 1967 |                 |                 |
| 4  | To Each her Own                                       | 28 settembre 1967 |                 |                 |
| 5  | The Apartment                                         | 5 ottobre 1967    |                 |                 |
| 6  | Absence Makes the Heart Grow Fonder (1)               | 12 ottobre 1967   |                 |                 |
| 7  | The Philadelphia Story (2)                            | 19 ottobre 1967   |                 |                 |
| 8  | There's Nothing to Be Afreud of But Freud Himself     | 26 ottobre 1967   |                 |                 |
| 9  | The Collaborators                                     | 2 novembre 1967   |                 |                 |
| 10 | When in Rome                                          | 9 novembre 1967   |                 |                 |
| 11 | Thanksgiving Comes But One a Year, Hopefully          | 23 novembre 1967  |                 |                 |
| 12 | The Mailman Cometh                                    | 30 novembre 1967  |                 |                 |
| 13 | It's a Mod, Mod World (1)                             | 7 dicembre 1967   |                 |                 |
| 14 | It's a Mod, Mod World (2)                             | 14 dicembre 1967  |                 |                 |
| 15 | 'Twas the Night before Christmas, You're Under Arrest | 21 dicembre 1967  |                 |                 |
| 16 | A Friend in Need                                      | 28 dicembre 1967  |                 |                 |
| 17 | Fur All We Know                                       | 4 gennaio 1968    |                 |                 |
| 18 | The Rivals                                            | 11 gennaio 1968   |                 |                 |
| 19 | Sixty-Five on the Aisle                               | 18 gennaio 1968   |                 |                 |
| 20 | Call of the Wild                                      | 25 gennaio 1968   |                 |                 |
| 21 | The Other Woman                                       | 1º febbraio 1968  |                 |                 |
| 22 | He and She and He                                     | 8 febbraio 1968   |                 |                 |
| 23 | Odpdypahimcaifss                                      | 22 febbraio 1968  |                 |                 |
| 24 | Great Guy                                             | 7 marzo 1968      |                 |                 |
| 25 | The Detective Story                                   | 14 marzo 1968     |                 |                 |
| 26 | If You Were Almost the Only Man in the World          | 21 marzo 1968     |                 |                 |
| 27 | Just Spell the Name Right                             | 28 marzo 1968     |                 |                 |
| 28 | The Beard                                             | 11 aprile 1968    |                 |                 |
| 29 | The Drunkard                                          | 18 aprile 1968    |                 |                 |
| 30 | Old Man's Darling                                     | 25 aprile 1968    |                 |                 |

## Pass the Potatoes, Ethel Merman
- Prima televisiva: 7 settembre 1967
- Diretto da: James Frawley
- Scritto da: James L. Brooks

### Trama
- Guest star: Renata Vanni (Mrs. Bretano), Joy Harmon (bionda), Carolyn Daniels (Ruth Bauman), Sandy Kenyon (direttore/regista), Ethel Merman (se stessa), Allen Emerson (assist. direttore/regista), Lew Parker (Mr. Marie)

## The Good Skate
- Prima televisiva: 14 settembre 1967
- Diretto da: Jeffrey Hayden
- Scritto da: Tom August, Helen August

### Trama
- Guest star: Rob Reiner (Hairdresser), Janet Hamill (Twinkie Girl), Richard Jury (Business Man), Kerry MacLane (ragazzo), David Saber (Twinkie Boy), Paul Smith (Director)

## Black, White and Read All Over
- Prima televisiva: 21 settembre 1967
- Diretto da: Jeffrey Hayden
- Scritto da: Richard Baer

### Trama
- Guest star: Lew Parker (Mr. Marie), Rosemary DeCamp (Mrs. Marie), Henry Jones (T.L. Harrison)

## To Each her Own
- Prima televisiva: 28 settembre 1967
- Diretto da: James Sheldon
- Scritto da: Stanley Ralph Ross

### Trama
- Guest star: Suzanne Charney (Lisa Stevens), Ruth Buzzi (Pete), Rich Little (Andrew Marshall), Bernie Kopell (Jerry Bauman)

## The Apartment
- Prima televisiva: 5 ottobre 1967
- Diretto da: Danny Arnold
- Scritto da: Ruth Brooks Flippen

### Trama
- Guest star: Hollis Morrison (attore), Leon Colker (agente), Florence Halop (impiegato), Louise Lorimer (Interviewer), Bill Bixby (Harry Banner), Lew Parker (Mr. Marie)

## Absence Makes the Heart Grow Fonder (1)
- Prima televisiva: 12 ottobre 1967
- Diretto da: Danny Arnold
- Scritto da: Arnold Margolin, Jim Parker

### Trama
- Guest star: Teri Garr (April)

## The Philadelphia Story (2)
- Prima televisiva: 19 ottobre 1967
- Diretto da: Danny Arnold
- Scritto da: Jim Parker, Arnold Margolin

### Trama
- Guest star: Bernie Kopell (Jerry Bauman), Jim Connell (Harvey), Ruth Buzzi (Pete), Lew Parker (Mr. Marie)

## There's Nothing to Be Afreud of But Freud Himself
- Prima televisiva: 26 ottobre 1967
- Diretto da: Hal Cooper
- Scritto da: Milton Pascal

### Trama
- Guest star: Amzie Strickland (Mrs. Chatsworth), Ben Wright (manager), Renzo Cesana (dottor Cesana), Carolyn Daniels (Ruth Bauman), Bernie Kopell (Jerry Bauman), Dub Taylor (Mr. Chatsworth)

## The Collaborators
- Prima televisiva: 2 novembre 1967
- Diretto da: Bruce Bilson
- Scritto da: Ruth Brooks Flippen

### Trama
- Guest star: Carolyn Daniels (Ruth Bauman), Bernie Kopell (Jerry Bauman)

## When in Rome
- Prima televisiva: 9 novembre 1967
- Diretto da: Hal Cooper
- Scritto da: Bernie Orenstein, Saul Turteltaub

### Trama
- Guest star: Frank Puglia (Restaurant Owner), Renata Vanni (Mamma), Carolyn Daniels (Ruth Bauman), David Mauro (Ricci), Francis Lederer (Mr. Barrini), Bernie Kopell (Jerry Bauman), Anna Lisa (Rosanna Barrini)

## Thanksgiving Comes But One a Year, Hopefully
- Prima televisiva: 23 novembre 1967
- Diretto da: James Sheldon
- Scritto da: Peggy Elliott

### Trama
- Guest star: George Cisar (Mr. Hollinger), Joseph V. Perry (postino), Lew Parker (Mr. Marie), Rosemary DeCamp (Mrs. Marie), Nick Parisi (pompiere), Mabel Albertson (Mrs. Hollinger)

## The Mailman Cometh
- Prima televisiva: 30 novembre 1967
- Diretto da: James Sheldon
- Scritto da: Danny Arnold, Ruth Brooks Flippen

### Trama
- Guest star: Paul Dubov (Maitre D), Patti Gilbert (receptionist), Ruth Buzzi (Pete), George N. Neise (Norman Kramer), Dick Shawn (se stesso), Don Penny (Seymour)

## It's a Mod, Mod World (1)
- Prima televisiva: 7 dicembre 1967
- Diretto da: James Frawley
- Scritto da: Helen August, Tom August

### Trama
- Guest star: James Millhollin (impiegato), Lea Marmer (donna), Gary Marshall (Noel), Laurie Main (Grimsley), Sally Marr (Model), Patrick Hawley (uomo), Richard Russell Ramos (uomo), Lew Parker (Mr. Marie)

## It's a Mod, Mod World (2)
- Prima televisiva: 14 dicembre 1967
- Diretto da: James Frawley
- Scritto da: Tom August, Helen August

### Trama
- Guest star: William Callaway (Lab Man), Laurie Main (Grimsley), Gary Marshall (Noel), Sidney Clute (poliziotto)

## 'Twas the Night before Christmas, You're Under Arrest
- Prima televisiva: 21 dicembre 1967
- Diretto da: James Sheldon
- Scritto da: Ruth Brooks Flippen

### Trama
- Guest star: Ed Peck (Bart), Paul Bryar (Eppie), Carolyn Daniels (Ruth Bauman), Herbie Faye (Milton), Bernie Kopell (Jerry Bauman), William Bramley (Tim), Lew Parker (Mr. Marie)

## A Friend in Need
- Prima televisiva: 28 dicembre 1967
- Diretto da: Hal Cooper
- Scritto da: Richard Baer

### Trama
- Guest star: Sally Ann Richards (segretario/a), Bernie Kopell (Jerry Bauman), Carolyn Daniels (Ruth Bauman), Benny Rubin (dottor Ferguson), Rosemary DeCamp (Mrs. Marie)

## Fur All We Know
- Prima televisiva: 4 gennaio 1968
- Diretto da: Hal Cooper
- Scritto da: Ed Scharlach, Peggy Elliott

### Trama
- Guest star: Eddie Guardino (tassista), Benny Rubin (Mr. Mellinger), Quinn Redeker (Buzzy), Judith Cassmore (ragazza)

## The Rivals
- Prima televisiva: 11 gennaio 1968
- Diretto da: Hal Cooper
- Scritto da: Richard Baer

### Trama
- Guest star: Lew Parker (Mr. Marie), Rosemary DeCamp (Mrs. Marie), Byron Morrow (ufficiale Caplin)

## Sixty-Five on the Aisle
- Prima televisiva: 18 gennaio 1968
- Diretto da: James Frawley
- Scritto da: Ruth Brooks Flippen

### Trama
- Guest star: Buddy Lester (Barney), Clinton Sundberg (manager), Don Penny (Seymour), Norman Fell (Bernie), Lorna Thayer (Queen), Donald Foster (Mr. Merral), Lew Parker (Mr. Marie)

## Call of the Wild
- Prima televisiva: 25 gennaio 1968
- Diretto da: Hal Cooper
- Scritto da: Milton Pascal

### Trama
- Guest star: Bernie Kopell (Jerry Bauman), Jesse White (Clinton Hayworth), Lew Parker (Mr. Marie)

## The Other Woman
- Prima televisiva: 1º febbraio 1968
- Diretto da: Andrew McCullough
- Scritto da: Richard Baer

### Trama
- Guest star: Lew Parker (Mr. Marie), Ethel Merman (se stessa), Peter Leeds (direttore/regista), Rosemary DeCamp (Mrs. Marie), Arthur Julian (cameriere)

## He and She and He
- Prima televisiva: 8 febbraio 1968
- Diretto da: Norman Hall
- Scritto da: Bernie Orenstein, Saul Turteltaub

### Trama
- Guest star: Gary Marshall (Noel), Lew Parker (Mr. Marie)

## Odpdypahimcaifss
- Prima televisiva: 22 febbraio 1968
- Diretto da: Hal Cooper
- Scritto da: Richard Baer

### Trama
- Guest star: Mabel Albertson (Lillian Hollinger), Lew Parker (Mr. Marie), Johnny Silver (Mr. Newman)

## Great Guy
- Prima televisiva: 7 marzo 1968
- Diretto da: John Rich
- Scritto da: Bruce Howard
- Soggetto di: Danny Arnold, Ruth Brooks Flippen

### Trama
- Guest star: Dick Balduzzi (Glenn), Ruth Buzzi (Pete), Albert Salmi (George)

## The Detective Story
- Prima televisiva: 14 marzo 1968
- Diretto da: Hal Cooper
- Scritto da: Carl Kleinschmitt

### Trama
- Guest star: Hal Buckley (Ray)

## If You Were Almost the Only Man in the World
- Prima televisiva: 21 marzo 1968
- Diretto da: Hal Cooper
- Scritto da: Ruth Brooks Flippen, Danny Arnold

### Trama
- Guest star: Lew Parker (Mr. Marie), Milton Selzer (dottor Corey)

## Just Spell the Name Right
- Prima televisiva: 28 marzo 1968
- Diretto da: John Rich
- Scritto da: Richard Baer

### Trama
- Guest star: Jesse White (Eddy Edwards), Johnny Silver (Mr. Newman), Joan Blondell (Marjorie Hobart), Robert Alda (Buddy Hobart), Lew Parker (Mr. Marie)

## The Beard
- Prima televisiva: 11 aprile 1968
- Diretto da: James Frawley
- Scritto da: Richard Baer

### Trama
- Guest star: Lew Parker (Mr. Marie), Ruth Buzzi (Pete), Gerald Peters (capocameriere), Jackie Miller (cameriera)

## The Drunkard
- Prima televisiva: 18 aprile 1968
- Diretto da: Hal Cooper
- Scritto da: Ruth Brooks Flippen, Danny Arnold

### Trama
- Guest star: Arthur Julian (Charlie), Sid Caesar (Marty Nickels), Sid Melton (Assist. direttore), Buddy Lester (barista), Audrey Christie (Ella)

## Old Man's Darling
- Prima televisiva: 25 aprile 1968
- Diretto da: John Rich
- Scritto da: Richard Baer

### Trama
- Guest star: Arlene Golonka (Bonita), Jesse White (Eddy Edwards), Lew Parker (Mr. Marie), Cecil Kellaway (Andrew Washington), Chet Stratton (gioielliere), Joe Besser (corriere)